# Eynsford
Eynsford is een civil parish in het bestuurlijke gebied Sevenoaks, in het Engelse graafschap Kent  die in 2011 1814 inwoners telde.

## Geboren in Eynsford
- Paul Smart (1943-2021), motorcoureur

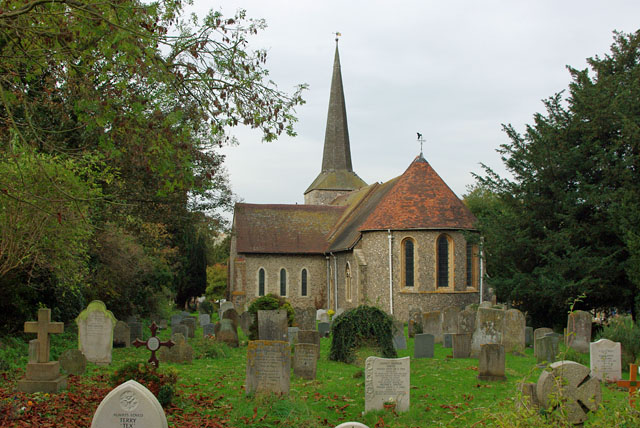
Kerk St. Martin